# Wimbledon Championships 2012
Die 126. Wimbledon Championships fanden vom 25. Juni bis zum 8. Juli 2012 in London statt. Ausrichter war wieder der All England Lawn Tennis and Croquet Club.
Titelverteidiger im Einzel waren Novak Đoković bei den Herren sowie Petra Kvitová bei den Damen. Im Herrendoppel waren dies die Zwillingsbrüder Bob und Mike Bryan, im Damendoppel Květa Peschke und Katarina Srebotnik. Iveta Benešová und Jürgen Melzer waren die Titelverteidiger im Mixed.

## Herreneinzel
Setzliste
| Nr. | Spieler               | Erreichte Runde |
| --- | --------------------- | --------------- |
| 01. | Novak Đoković         | Halbfinale      |
| 02. | Rafael Nadal          | 2. Runde        |
| 03. | Roger Federer         | Sieg            |
| 04. | Andy Murray           | Finale          |
| 05. | Jo-Wilfried Tsonga    | Halbfinale      |
| 06. | Tomáš Berdych         | 1. Runde        |
| 07. | David Ferrer          | Viertelfinale   |
| 08. | Janko Tipsarević      | 3. Runde        |
| 09. | Juan Martín del Potro | Achtelfinale    |
| 10. | Mardy Fish            | Achtelfinale    |
| 11. | John Isner            | 1. Runde        |
| 12. | Nicolás Almagro       | 3. Runde        |
| 13. | Gilles Simon          | 2. Runde        |
| 14. | Feliciano López       | 1. Runde        |
| 15. | Juan Mónaco           | 3. Runde        |
| 16. | Marin Čilić           | Achtelfinale    |

| Nr. | Spieler               | Erreichte Runde |
| --- | --------------------- | --------------- |
| 17. | Fernando Verdasco     | 3. Runde        |
| 18. | Richard Gasquet       | Achtelfinale    |
| 19. | Kei Nishikori         | 3. Runde        |
| 20. | Bernard Tomic         | 1. Runde        |
| 21. | Milos Raonic          | 2. Runde        |
| 22. | Oleksandr Dolhopolow  | 2. Runde        |
| 23. | Andreas Seppi         | 1. Runde        |
| 24. | Marcel Granollers     | 1. Runde        |
| 25. | Stanislas Wawrinka    | 1. Runde        |
| 26. | Michail Juschny       | Viertelfinale   |
| 27. | Philipp Kohlschreiber | Viertelfinale   |
| 28. | Radek Štěpánek        | 3. Runde        |
| 29. | Julien Benneteau      | 3. Runde        |
| 30. | Andy Roddick          | 3. Runde        |
| 31. | Florian Mayer         | Viertelfinale   |
| 32. | Kevin Anderson        | 1. Runde        |

## Dameneinzel
Setzliste
| Nr. | Spielerin           | Erreichte Runde |
| --- | ------------------- | --------------- |
| 01. | Marija Scharapowa   | Achtelfinale    |
| 02. | Wiktoryja Asaranka  | Halbfinale      |
| 03. | Agnieszka Radwańska | Finale          |
| 04. | Petra Kvitová       | Viertelfinale   |
| 05. | Samantha Stosur     | 2. Runde        |
| 06. | Serena Williams     | Sieg            |
| 07. | Caroline Wozniacki  | 1. Runde        |
| 08. | Angelique Kerber    | Halbfinale      |
| 09. | Marion Bartoli      | 2. Runde        |
| 10. | Sara Errani         | 3. Runde        |
| 11. | Li Na               | 2. Runde        |
| 12. | Wera Swonarjowa     | 3. Runde        |
| 13. | Dominika Cibulková  | 1. Runde        |
| 14. | Ana Ivanović        | Achtelfinale    |
| 15. | Sabine Lisicki      | Viertelfinale   |
| 16. | Flavia Pennetta     | 1. Runde        |

| Nr. | Spielerin                    | Erreichte Runde |
| --- | ---------------------------- | --------------- |
| 17. | Marija Kirilenko             | Viertelfinale   |
| 18. | Jelena Janković              | 1. Runde        |
| 19. | Lucie Šafářová               | 1. Runde        |
| 20. | Nadja Petrowa                | 3. Runde        |
| 21. | Roberta Vinci                | Achtelfinale    |
| 22. | Julia Görges                 | 3. Runde        |
| 23. | Petra Cetkovská              | 2. Runde        |
| 24. | Francesca Schiavone          | Achtelfinale    |
| 25. | Jie Zheng                    | 3. Runde        |
| 26. | Anabel Medina Garrigues      | 3. Runde        |
| 27. | Daniela Hantuchová           | 1. Runde        |
| 28. | Christina McHale             | 3. Runde        |
| 29. | Monica Niculescu             | 1. Runde        |
| 30. | Shuai Peng                   | Achtelfinale    |
| 31. | Anastassija Pawljutschenkowa | 2. Runde        |
| 32. | Swetlana Kusnezowa           | 1. Runde        |

## Herrendoppel
Setzliste
| Nr. | Paarung                                | Erreichte Runde |
| --- | -------------------------------------- | --------------- |
| 01. | Maks Mirny Daniel Nestor               | 2. Runde        |
| 02. | Bob Bryan Mike Bryan                   | Halbfinale      |
| 03. | Mariusz Fyrstenberg Marcin Matkowski   | 1. Runde        |
| 04. | Leander Paes Radek Štěpánek            | Achtelfinale    |
| 05. | Robert Lindstedt Horia Tecău           | Finale          |
| 06. | Alexander Peya Nenad Zimonjić          | 1. Runde        |
| 07. | Mahesh Bhupathi Rohan Bopanna          | 2. Runde        |
| 08. | Aisam-ul-Haq Qureshi Jean-Julien Rojer | Achtelfinale    |

| Nr. | Paarung                           | Erreichte Runde |
| --- | --------------------------------- | --------------- |
| 09. | Marcel Granollers Marc López      | 1. Runde        |
| 10. | Jürgen Melzer Philipp Petzschner  | Halbfinale      |
| 11. | František Čermák Filip Polášek    | 1. Runde        |
| 12. | Santiago González Christopher Kas | 2. Runde        |
| 13. | Colin Fleming Ross Hutchins       | 1. Runde        |
| 14. | Eric Butorac Jamie Murray         | 2. Runde        |
| 15. | Ivan Dodig Marcelo Melo           | Viertelfinale   |
| 16. | André Sá Bruno Soares             | 2. Runde        |

## Damendoppel
Setzliste
| Nr. | Paarung                                   | Erreichte Runde |
| --- | ----------------------------------------- | --------------- |
| 01. | Liezel Huber Lisa Raymond                 | Halbfinale      |
| 02. | Sara Errani Roberta Vinci                 | Viertelfinale   |
| 03. | Květa Peschke Katarina Srebotnik          | 2. Runde        |
| 04. | Marija Kirilenko Nadja Petrowa            | 2. Runde        |
| 05. | Jekaterina Makarowa Jelena Wesnina        | Viertelfinale   |
| 06. | Andrea Hlaváčková Lucie Hradecká          | Finale          |
| 07. | Galina Woskobojewa Jaroslawa Schwedowa    | Achtelfinale    |
| 08. | Iveta Benešová Barbora Záhlavová-Strýcová | 2. Runde        |

| Nr. | Paarung                                            | Erreichte Runde |
| --- | -------------------------------------------------- | --------------- |
| 09. | Nuria Llagostera Vives María José Martínez Sánchez | Viertelfinale   |
| 10. | Raquel Kops-Jones Abigail Spears                   | Viertelfinale   |
| 11. | Natalie Grandin Vladimíra Uhlířová                 | Achtelfinale    |
| 12. | Anabel Medina Garrigues Arantxa Parra Santonja     | 1. Runde        |
| 13. | Bethanie Mattek-Sands Sania Mirza                  | Achtelfinale    |
| 14. | Gisela Dulko Paola Suárez                          | 1. Runde        |
| 15. | Irina-Camelia Begu Monica Niculescu                | 2. Runde        |
| 16. | Chang Kai-chen Wera Duschewina                     | 1. Runde        |

## Mixed
Setzliste
| Nr. | Paarung                                | Erreichte Runde |
| --- | -------------------------------------- | --------------- |
| 01. | Liezel Huber Bob Bryan                 | Halbfinale      |
| 02. | Lisa Raymond Mike Bryan                | Sieg            |
| 03. | Katarina Srebotnik Nenad Zimonjić      | Halbfinale      |
| 04. | Jelena Wesnina Leander Paes            | Finale          |
| 05. | Sania Mirza Mahesh Bhupathi            | 2. Runde        |
| 06. | Roberta Vinci Daniele Bracciali        | Achtelfinale    |
| 07. | Andrea Hlaváčková Aisam-ul-Haq Qureshi | 2. Runde        |
| 08. | Julia Görges Daniel Nestor             | Viertelfinale   |

| Nr. | Paarung                              | Erreichte Runde |
| --- | ------------------------------------ | --------------- |
| 09. | Abigail Spears Mariusz Fyrstenberg   | 2. Runde        |
| 10. | Zheng Jie Rohan Bopanna              | Viertelfinale   |
| 11. | Lucie Hradecká František Čermák      | Rückzug         |
| 12. | Iveta Benešová Jürgen Melzer         | 2. Runde        |
| 13. | Sara Errani Fabio Fognini            | 2. Runde        |
| 14. | Nuria Llagostera Vives David Marrero | 2. Runde        |
| 15. | Květa Peschke Andy Ram               | Achtelfinale    |
| 16. | Anna-Lena Grönefeld Alexander Peya   | Achtelfinale    |

## Junioreneinzel
Setzliste
| Nr. | Spieler          | Erreichte Runde |
| --- | ---------------- | --------------- |
| 01. | Luke Saville     | Finale          |
| 02. | Kimmer Coppejans | Viertelfinale   |
| 03. | Gianluigi Quinzi | Halbfinale      |
| 04. | Filip Peliwo     | Sieg            |
| 05. | Liam Broady      | Achtelfinale    |
| 06. | Nikola Milojević | Viertelfinale   |
| 07. | Kaichi Uchida    | Achtelfinale    |
| 08. | Mitchell Krueger | Halbfinale      |

| Nr. | Spieler                  | Erreichte Runde |
| --- | ------------------------ | --------------- |
| 09. | Andrew Harris            | 1. Runde        |
| 10. | Mateo Nicolás Martínez   | 2. Runde        |
| 11. | Stefano Napolitano       | Achtelfinale    |
| 12. | Joshua Ward-Hibbert      | 1. Runde        |
| 13. | Julien Cagnina           | Achtelfinale    |
| 14. | Noah Rubin               | 1. Runde        |
| 15. | Mackenzie McDonald       | 1. Runde        |
| 16. | Frederico Ferreira Silva | Achtelfinale    |

## Juniorinneneinzel
Setzliste
| Nr. | Spielerin               | Erreichte Runde |
| --- | ----------------------- | --------------- |
| 01. | Taylor Townsend         | Achtelfinale    |
| 02. | Jelisaweta Kulitschkowa | 2. Runde        |
| 03. | Elina Switolina         | Finale          |
| 04. | Anna Danilina           | 2. Runde        |
| 05. | Eugenie Bouchard        | Sieg            |
| 06. | Kateřina Siniaková      | Achtelfinale    |
| 07. | Sachia Vickery          | Achtelfinale    |
| 08. | Donna Vekić             | Viertelfinale   |

| Nr. | Spielerin         | Erreichte Runde |
| --- | ----------------- | --------------- |
| 09. | Darja Gawrilowa   | 1. Runde        |
| 10. | Chalena Scholl    | 1. Runde        |
| 11. | Anett Kontaveit   | Halbfinale      |
| 12. | Indy de Vroome    | Achtelfinale    |
| 13. | Allie Kiick       | Achtelfinale    |
| 14. | Françoise Abanda  | Halbfinale      |
| 15. | Maria Ines Deheza | 1. Runde        |
| 16. | Ana Konjuh        | Viertelfinale   |

## Juniorendoppel
Setzliste
| Nr. | Paarung                         | Erreichte Runde |
| --- | ------------------------------- | --------------- |
| 01. | Filip Peliwo Gianluigi Quinzi   | Viertelfinale   |
| 02. | Liam Broady Joshua Ward-Hibbert | Achtelfinale    |
| 03. | Julien Cagnina Mitchell Krueger | 1. Runde        |
| 04. | Andrew Harris Nick Kyrgios      | Sieg            |

| Nr. | Paarung                                     | Erreichte Runde |
| --- | ------------------------------------------- | --------------- |
| 05. | Luke Saville Jordan Thompson                | Viertelfinale   |
| 06. | Juan Ignacio Galarza Mateo Nicolás Martínez | Halbfinale      |
| 07. | Kyle Edmund Stefano Napolitano              | 1. Runde        |
| 08. | Mackenzie McDonald Spencer Papa             | Achtelfinale    |

## Juniorinnendoppel
Setzliste
| Nr. | Paarung                                   | Erreichte Runde |
| --- | ----------------------------------------- | --------------- |
| 01. | Eugenie Bouchard Taylor Townsend          | Sieg            |
| 02. | Darja Gawrilowa Elina Switolina           | Halbfinale      |
| 03. | Maria Ines Deheza Jelisaweta Kulitschkowa | Achtelfinale    |
| 04. | Françoise Abanda Sachia Vickery           | Halbfinale      |

| Nr. | Paarung                            | Erreichte Runde |
| --- | ---------------------------------- | --------------- |
| 05. | Indy de Vroome Anett Kontaveit     | Viertelfinale   |
| 06. | Anna Danilina Beatriz Haddad Maia  | Viertelfinale   |
| 07. | Belinda Bencic Ana Konjuh          | Finale          |
| 08. | Montserrat González Chalena Scholl | Achtelfinale    |

## Herrendoppel-Rollstuhl
Setzliste
| Nr. | Paarung                        | Erreichte Runde |
| --- | ------------------------------ | --------------- |
| 01. | Robin Ammerlaan Ronald Vink    | Finale          |
| 02. | Stéphane Houdet Nicolas Peifer | Halbfinale      |

## Damendoppel-Rollstuhl
Setzliste
| Nr. | Paarung                         | Erreichte Runde |
| --- | ------------------------------- | --------------- |
| 01. | Marjolein Buis Esther Vergeer   | Halbfinale      |
| 02. | Annick Sevenans Sharon Walraven | Halbfinale      |